# Nutrient
Un nutrient és una substància utilitzada per un organisme per sobreviure, créixer i reproduir-se. El requisit de la ingesta de nutrients dietètics s'aplica als animals, plantes, fongs i protistes. Els nutrients es poden incorporar a les cèl·lules per a propòsits metabòlics o ser excretats per les cèl·lules per crear estructures no cel·lulars, com ara cabell, escates, plomes o exoesquelets. Alguns nutrients es poden convertir metabòlicament en molècules més petites en el procés d'alliberament d'energia, com ara hidrats de carboni, lípids, proteïnes i productes de fermentació (etanol o vinagre), que condueixen a productes finals d'aigua i diòxid de carboni. Tots els organismes necessiten aigua. Els nutrients essencials per als animals són les fonts d'energia, alguns dels aminoàcids que es combinen per crear proteïnes, un subconjunt d'àcids grassos, vitamines i certs minerals. Les plantes necessiten minerals més diversos absorbits a través de les arrels, a més del diòxid de carboni i l'oxigen absorbits a través de les fulles. Els fongs viuen de matèria orgànica morta o viva i cobreixen les necessitats de nutrients del seu hoste.
Els diferents tipus d'organismes tenen diferents nutrients essencials. L'àcid ascòrbic (vitamina C) és essencial, és a dir, s'ha de consumir en quantitats suficients, per als humans i algunes altres espècies animals, però alguns animals i plantes són capaços de sintetitzar-lo. Els nutrients poden ser orgànics o inorgànics: els nutrients orgànics inclouen la majoria de compostos que contenen carboni, mentre que els nutrients inorgànics inclouen nutrients com ara ferro, seleni o zinc.
Els nutrients poden tenir tres funcions:
- Funció energètica: Són els glúcids, lípids i proteïnes (secundàries). Aporten a l'organisme l'energia necessària per dur a terme les seves funcions.
- Funció plàstica: Són les proteïnes i alguns minerals com ara el calci. Aporten a l'organisme els materials que necessita per formar i renovar les estructures corporals.
- Funció reguladora: Són l'aigua, les vitamines i la majoria de minerals. Aconsegueixen que les reaccions químiques del cos es produeixin en el moment i a la velocitat adequada.

Aquesta classificació es fa per tal d'estudiar millor les funcions del nostre cos.
El terme 'nutrient' també és aplicat a tots aquells components emprats per espècies vegetals i animals en la seva alimentació i desenvolupament.

## Tipus de nutrients
Els nutrients es divideixen en macronutrients, si en calen grans quantitats, o micronutrients, si en cal poca quantitat, com les vitamines o els minerals.
- Glúcids: Són els nutrients més abundants en els aliments d'origen vegetal. Tenen com a funció principal aportar energia de manera immediata a l'organisme.
- Lípids: És un grup molt divers de nutrients. Són insolubles en aigua.
- Proteïnes: Són macromolècules formades per unitats més petites, que són anomenades aminoàcids. Proporcionen la matèria amb la qual es formen la major part de les estructures cel·lulars.

Un nutrient és una molècula petita que resulta de la digestió dels aliments, i que les cèl·lules poden utilitzar com a font d'energia i de matèria. N'hi ha de dos tipus: inorgànics i orgànics

### Nutrients inorgànics
- Oxigen. L'oxigen de l'aire és un nutrient indispensable pels organismes aeròbics.
- Aigua. Constitueix entre el 60 % i el 80 % del pes total del cos. Té nombroses funcions: 
  - És el medi on es produeixen reaccions metabòliques.
  - Regula la temperatura corporal.
- Sals minerals. Són nutrients formats per elements metàl·lics i no metàl·lics.
  - Funcions reguladores (majoritàriament).
  - Funcions estructurals.

### Nutrients orgànics
Les dues característiques principals dels nutrients orgànics, és que aporten energia a les cèl·lules, i en el cas de les vitamines, ajuden a aconseguir-la. L'altra, seria que són molècules complexes, és a dir, formades per més d'una.
- Glúcids o glícids (antigament "hidrats de carboni" o "carbohidrats"). Nutrients més abundants d'aliments vegetals que tgenen diferents funcions:
  - aportar energia, ja sigui de forma ràpida (oligosacàrids) o més lenta (polisacàrids).
  - formar estructures cel·lulars (cel·lulosa en les plantes).
  - reserva energètica (midó en les plantes, glicogen en els animals).
- Lípids o greixos. Grup més divers de nutrients no solubles en aigua.
  - aportar energia.
  - aïllant.
  - reserva energètica
  - estructural: formen part de la membrana cel·lular (p.ex. fosfolípids i  colesterol)
- Proteïnes. Macromolècules formades per unitats més petites anomenades aminoàcids.
  - Formar estructures cel·lulars (p.ex. músculs)
  - Efectuar reaccions químiques (enzims)
  - Defensa contra infeccions (anticossos)
  - Altres: transportar oxigen i altres substàncies per la sang
- Vitamines. Nutrients que poden ser lípids o proteïnes. El nostre organisme no les pot sintetitzar. Són imprescindibles per al creixement i el bon funcionament de l'organisme.

## Nutrients essencials
Un nutrient essencial és un nutrient necessari per a una funció fisiològica normal que no es pot sintetitzar en el cos, ni en absolut ni en quantitats suficients, i per tant, s'ha d'obtenir a partir d'una font dietètica. A part de l'aigua, que és universalment necessària per al manteniment de l'homeòstasi en mamífers, nutrients essencials són indispensables per a diversos processos metabòlics cel·lulars i per mantenir la funció dels teixits i dels òrgans. En el cas dels humans, hi ha nou aminoàcids, dos àcids grassos, tretze vitamines i quinze minerals que es consideren nutrients essencials. A més, hi ha diverses molècules que es consideren nutrients condicionalment essencials, ja que són indispensables en certs estats de desenvolupament i patològics.